# Hilde Hagerup
Hilde Børresen Hagerup född 26 februari 1976 i Tromsø, är en norsk författare. Hon har huvudsakligen skrivit ungdomsböcker. Hösten 2005 gav hon ut sin första vuxenroman, Lysthuset. 
Familjen flyttade tidigt från Tromsø till Viker utanför Fredrikstad. Hon började tidigt att skriva, och fick sin första novell utgiven 14 års ålder. Då hon var 17 år, flyttade hon till Wales för att studera. 
Hon är bosatt i Oxford tillsammans med man och ett barn. Hilde Hagerup är dotter till författaren Klaus Hagerup och barnbarn till Inger Hagerup.